# Pooja Hegde
Pooja Hegde (nacida el 13 de octubre de 1990) es una actriz y modelo india que aparece principalmente en películas en télugu e hindi. Fue coronada como la segunda finalista en la competencia Miss Universo India 2010. Hizo su debut en la película Tamil Mysskin's Mugamoodi (2012). Hizo su debut cinematográfico en telugu junto a Naga Chaitanya en Oka Laila Kosam. En 2016, hizo su debut cinematográfico en Hindi junto a Hrithik Roshan en Mohenjo Daro de Ashutosh Gowariker.

## Biografía
Pooja Hegde nació y se crio en Mumbai, Maharashtra en una familia Bunt que habla Tulu. Sus padres son Manjunath Hegde y Latha Hegde. También tiene un hermano mayor, Rishabh Hegde, que es cirujano ortopédico. Asistió al M. M. K. College, donde participó regularmente en desfiles de danza y moda.

## Filmografía
| Películas que aún no se han estrenado | Denota películas que aún no se han estrenado |

| Año  | Película                       | Personaje              | Notas  | Ref.                                         |               |
| ---- | ------------------------------ | ---------------------- | ------ | -------------------------------------------- | ------------- |
| 2012 | Mugamoodi                      | Shakthi                | Tamil  | Tamil debut                                  | [ 6 ]         |
| 2014 | Oka Laila Kosam                | Nandana "Nandu"        | Telugu | Telugu debut                                 | [ 7 ]         |
| 2014 | Mukunda                        | Gopika                 | Telugu |                                              | [ 8 ]         |
| 2016 | Mohenjo Daro                   | Chaani                 | Hindi  | Hindi debut                                  | [ 9 ]         |
| 2017 | Duvvada Jagannadham            | Pooja                  | Telugu |                                              | [ 11 ]        |
| 2018 | Rangasthalam                   | Herself                | Telugu | Special appearance in the song "Jigelu Rani" | [ 12 ]        |
| 2018 | Saakshyam                      | Soundarya Lahari       | Telugu |                                              | [ 13 ]        |
| 2018 | Aravinda Sametha Veera Raghava | Aravinda               | Telugu |                                              | [ 14 ]        |
| 2019 | Maharshi                       | Pooja                  | Telugu |                                              | [ 15 ]        |
| 2019 | Gaddalakonda Ganesh            | Sridevi                | Telugu |                                              | [ 16 ]        |
| 2019 | Housefull 4                    | Rajkumari Mala / Pooja | Hindi  |                                              | [ 17 ]        |
| 2020 | Ala Vaikunthapurramuloo        | Amulya                 | Telugu |                                              | [ 18 ]        |
| 2021 | Most Eligible Bachelor         | Vibha                  | Telugu |                                              | [ 19 ]        |
| 2022 | Radhe Shyam                    | Prerana                | Telugu | Post-production                              | [ 20 ] [ 21 ] |
| 2022 | Radhe Shyam                    | Prerana                | Hindi  | Post-production                              | [ 20 ] [ 21 ] |
| 2022 | Acharya                        | Neelambari             | Telugu | Post-production                              | [ 22 ]        |
| 2022 | Beast                          |                        | Tamil  | En rodaje                                    | [ 23 ]        |
| 2022 | Cirkus                         |                        | Hindi  | En rodaje                                    | [ 24 ]        |

## Premios y nominaciones
| Año  | Película                       | Premios                                 | Categoría                        | Resultado | Ref.          |
| ---- | ------------------------------ | --------------------------------------- | -------------------------------- | --------- | ------------- |
| 2013 | Mugamoodi                      | South Indian International Movie Awards | Best Female Debutant – Tamil     | Nominada  | [ 25 ]        |
| 2015 | Oka Laila Kosam                | South Indian International Movie Awards | Best Female Debut – Telugu       | Nominada  | [ 26 ]        |
| 2015 | Oka Laila Kosam                | Filmfare Awards South                   | Best Actress – Telugu            | Nominada  | [ 27 ]        |
| 2016 | Mohenjo Daro                   | Stardust Awards                         | Best Debut – Female              | Nominada  | [ 28 ]        |
| 2017 | Duvvada Jagannadham            | Zee Golden Awards                       | Entertainer Of The Year (Female) | Ganadora  | [ 29 ]        |
| 2019 | Aravinda Sametha Veera Raghava | Filmfare Awards South                   | Best Actress – Telugu            | Nominada  | [ 30 ] [ 31 ] |
| 2019 | Aravinda Sametha Veera Raghava | Sakshi Excellence Awards                | Best Actress                     | Ganadora  | [ 32 ]        |
| 2020 | Maharshi                       | South Indian International Movie Awards | Best Actress – Telugu            | Nominada  | [ 33 ]        |
| 2020 | Maharshi                       | Zee Cine Awards Telugu                  | Favourite Actress                | Ganadora  | [ 34 ]        |
| 2021 | Ala Vaikunthapurramuloo        | Sakshi Excellence Awards                | Best Actress                     | Ganadora  | [ 35 ] [ 36 ] |
| 2021 | Ala Vaikunthapurramuloo        | South Indian International Movie Awards | Best Actress – Telugu            | Ganadora  | [ 37 ]        |